# 手紙を読む女 (メツー)
『手紙を読む女』（てがみをよむおんな、蘭: Brieflezende vrouw en een dienstmeid in een interieur、英: Woman Reading a Letter）は、オランダ黄金時代の画家ハブリエル・メツーが板上に油彩で制作した絵画である。画家の死の直前の1665-1667年頃に描かれた。生前、メツーは、ヨハネス・フェルメールよりずっと知られていた著名な画家であった。本作は『手紙を書く男』（アイルランド国立美術館）と対となる作品で、1987年以来、ダブリンにあるアイルランド国立美術館に収蔵されている。

## 作品
女性が青いカーテンのある部屋の窓辺に座って、手紙を書いている。彼女は、高価なオコジョの毛皮のカラーが付いた黄色い上着と、ピンクの絹のスカートの優雅な身なりをしている。スカートと彼女が脱ぎ捨てた優雅な靴は両方とも金糸で縁取られている。彼女の膝の上にある赤と青の刺繍のある枕と脇にある編み物籠は、手紙を読むために針仕事の手を止めていることを示している。彼女は窓の明るい方に手紙を向けて読んでいるだけでなく、横にいる召使から見られないようにしている。横にいる召使は黒檀の額縁のある海景画の前でカーテンを引いているが、彼女は手紙の内容についてわかっている。視覚的要素によって、メツーの同時代の人々には、手紙が恋文であることがすぐに明らかになっていたことだろう。小さなスパニエル犬は忠実さと従順さを象徴し、バケツに描かれているクピードの矢と召使の古い靴は、愛と安全な帰還への希望を象徴する。
召使が見せている嵐の海の絵画は、波乱に満ちた恋愛関係に言及している。こうした海洋絵画は当時、「愛は荒れる海のようだ」という広く知られた比喩となっており、召使はこの寓意を顕わにすることによって、彼女の女主人は自分の前に横たわる危険を認識すべきだということを鑑賞者に告げているのである。このメッセージは、フェルメールの『恋文』（アムステルダム国立美術館）の背景に見られる海洋風景でも示されている。なお、画中の海洋絵画は、手紙を書いている女性の愛人が海上にいることを示唆している可能性もある。召使は、手の中にもう一通の手紙を持っている。この手紙は画家のメツーに宛てられたもので、「メツー氏、アムステルダムへ、郵送」と書かれている。この手紙は絵画が表す物語とは関係はないが、メツーが署名をするユーモラスな方策である。
『手紙を読む女』の対作『手紙を書く男』では、若い男性が手紙を書いている。記録でも、両作品はずっと対作品として所有されていた。メツーは、『手紙を書く男』と『手紙に封をする女』を描いたヘラルト・テル・ボルフから対作品のアイデアを得たが、絵画の中にはフェルメールの影響も明らかである。もっとも際立った点は女性の上着である。最初、メツーは赤色を使っていたが、フェルメールの何点かの作品に見られるように、斑点の付いた白い毛皮の縁取りのある黄色い上着に替えているのである。

## 来歴

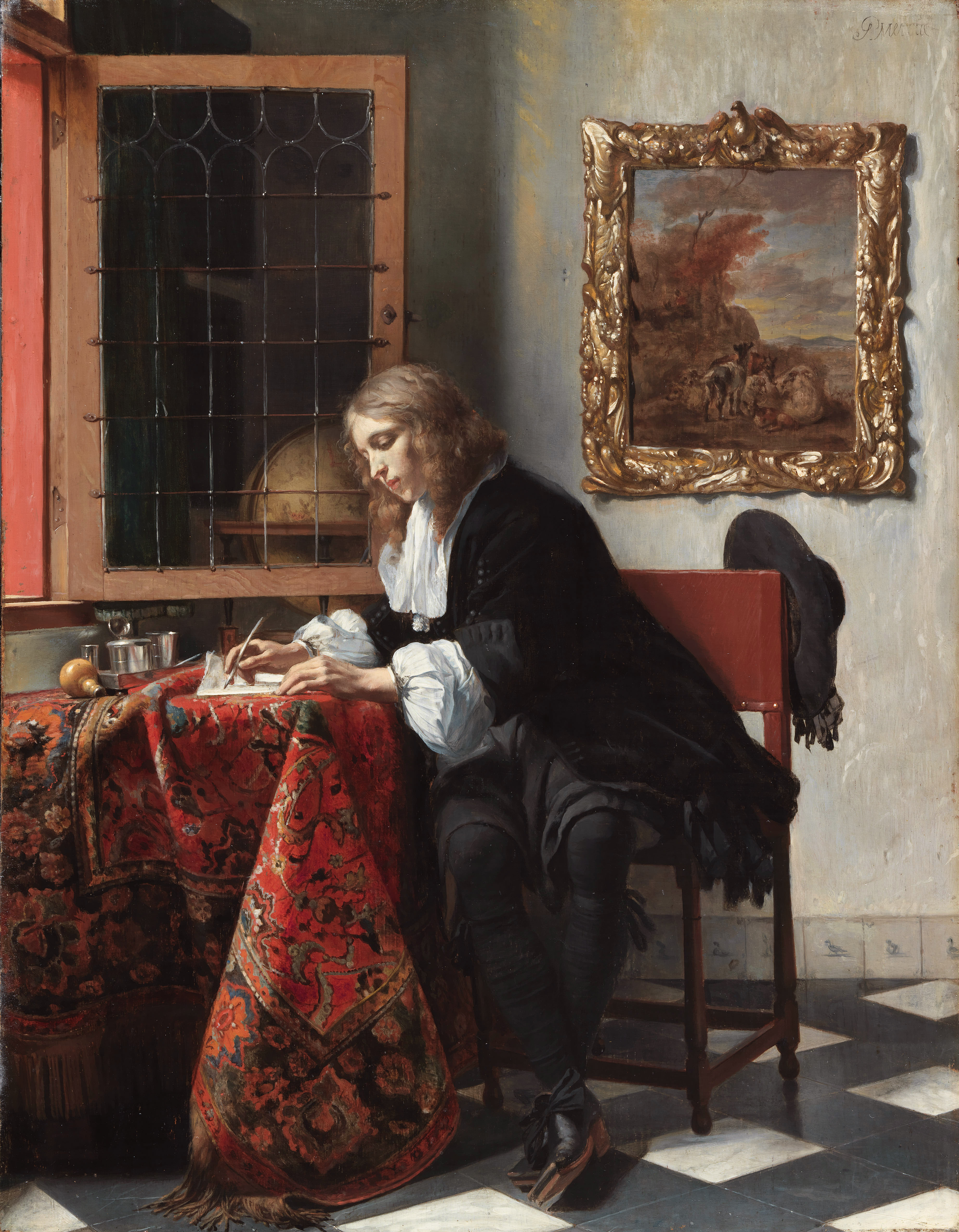
ハブリエル・メツー『手紙を書く男』 （アイルランド国立美術館）

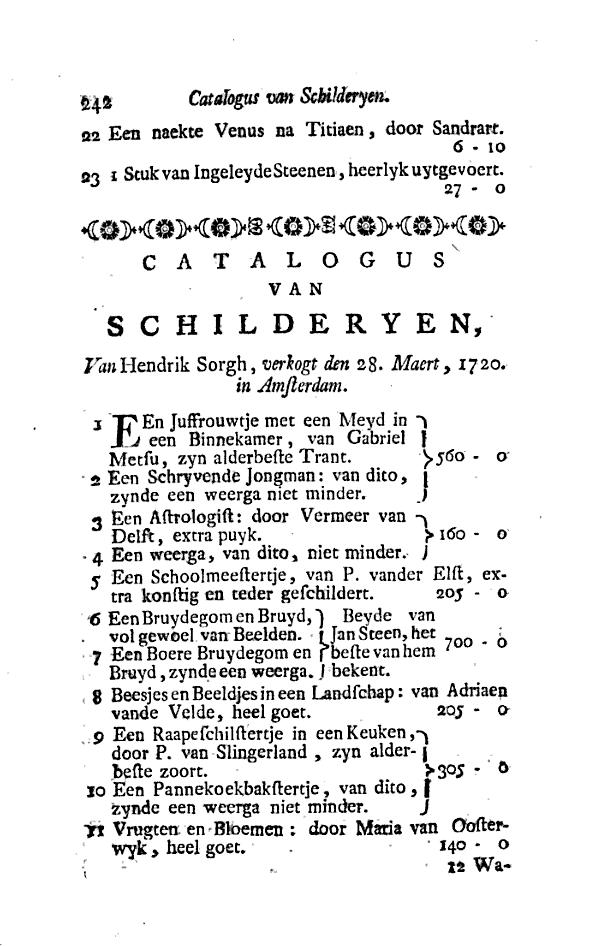
対作品を1、2とするヘラルト・フートの目録

メツーの対作品は、アムステルダムの仲買人ヘンドリック・ソルフ により所有されていた。彼の死後、両作品は、1720年3月28日に560ギルダーでへオルへ・ブラインに売却された。彼が亡くなると、両作品は、1724年3月16日に785ギルダーで富裕な綿染色業者のヨハネス・コープに売却された。1744年から1750年の間に、両作品は500ギルダーで、10点はくだらないメツーの作品を所有していた収集家ヘリット・ブラームカンプの手中に入った。彼の遺産相続者たちは、メツーの人気の恩恵を受けた。 1771年7月31日、両作品は5,205ギルダーでヤン・ホーペ に購入された。その後、両作品は、フランシス・ペルハム・クリントン・ホープ卿にまで相続されたが、卿は1898年に両作品を自身のオランダ・フランドル絵画コレクションとともに画商のA.ウェルトハイマー (A.Wertheimer) とP. & D. コルナーギ に売却した。両作品は、 ロンドンとブレッシントン在中のアルフレッド・バイト卿に相続された。両作品は、1974年と1976年にラスバラ家で盗難に遭ったが、最終的に取り戻された。1993年まで両作品はいまだ行方不明であったが、1987年にアイルランド国立美術館に寄贈された。

## 評価
これらの対作品は、一般にメツーの最良の作品と見なされている。2011年に、ニューヨーク・タイムズでメツーの作品展を評して、カレン・ローゼンバーグ (Karen Rosenberg)　は、両作品を「驚くべきもの」と呼び、NPRのスーザン・スタンバーグ (Susan Stamberg) は、両作品を「素晴らしい技術と精緻に描かれた細部を持ち、見事に描かれている」と評した。